# Otpočivaljka
Otpočivaljka (cyr. Отпочиваљка) – wieś w Bośni i Hercegowinie, w Republice Serbskiej, w gminie Prnjavor. W 2013 roku liczyła 124 mieszkańców.